# Лоурънс Кътнър (Д-р Хаус)
Лоурънс Кътнър, Доктор по медицина, (на английски: Lawrence Kutner, M.D.) е измислен персонаж от медицинската драма „Хаус“. Ролята се изпълнява от Кал Пен.